# ノーマン・ロッキャー
ノーマン・ロッキャー（Sir Joseph Norman Lockyer、1836年5月17日 - 1920年8月16日）は、イギリスの天文学者である。太陽の観測を行ったことで有名であり、フランスの化学者ピエール・ジャンサンとともに、太陽光のスペクトル線のなかにヘリウムのスペクトルを発見した。

## 経歴
1836年にウォリックシャーのラグビーに生まれ、軍の役人になった後、特に太陽の観測に熱心な天体観測者になり、最終的にロンドンのケンジントンにある太陽物理研究所に勤めた。太陽の黒点の研究などが有名である。
1860年代に天体のガス成分の分析に分光学の技術を用いたが、太陽のスペクトル中にこれまで知られていなかった黄色のスペクトル線を発見し、太陽のなかに未知の元素があると結論した。この元素はその後、ギリシャ語で「太陽」を意味する "ἥλιος"（helios）から「ヘリウム」（ "helium" ）と名付けられた。
1869年に総合学術雑誌「ネイチャー」を創刊し、亡くなる直前まで同雑誌の編集に携わった。同年王立協会フェロー選出。1881年から王立科学大学（現在のインペリアル・カレッジ・ロンドン）で天文学の教授を務めた。1874年と1888年に王立協会からベーカリアン・メダルを受賞し、記念講演を行った。
1911年に引退した後、デボンシャーにヒル天文台（Hill Observatory）を建てた（この天文台はロッキャーの没後に「ノーマン・ロッキャー天文台」（Norman Lockyer Observatory）と改名され、エクセター大学で運営されていたが、現在はノーマン・ロッキャー天文台協会（Norman Lockyer Observatory Society、NLOS）が運営している）。
1920年にサルクーム・レジスの自宅で亡くなり、セントピーター・アンド・セントメアリー教会の墓地に埋葬された
。